# 門致中
門致中（1888年—1964年），字靖原，吉林将軍管轄区琿春副都統管轄区（今汪清县）人。原为國民軍将领，后加入汪精卫的南京国民政府。中华民国大陆时期军事将领。

## 生平

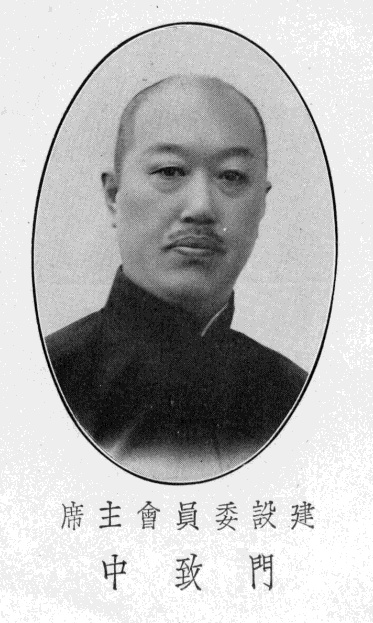
任首都建設委員的門致中

1914年（民国3年）11月，門致中自保定陸軍軍官学校第1期步科毕业。1918年（民国7年），任馮玉祥所率的第16混成旅的参謀。1922年（民国11年），升任第11師参謀長，获授陸軍少校銜。很快又获授陸軍中校銜。1924年（民国13年）2月，任第25混成旅步兵团团長，翌月，获授陸軍上校銜。
国民軍成立後的1925年（民国14年）1月，任綏遠全区警務处处長兼綏遠警察厅厅長。任国民軍第1軍警備第2旅旅長。7月，获授陸軍少将銜。9月，参加馮玉祥的五原誓師后，任国民聯軍副参謀長兼第7路总司令兼北路前敵总指揮。1927年（民国16年），任第7軍軍長、第2集团軍訓練副監。
国民政府时期，1928年（民国17年）3月，兼任国民政府軍事委員会委員。10月，任甘肃省政府委員。11月，任第一任寧夏省政府主席。1929年1月，兼任国民政府首都建設委員会委員。同年4月，马仲英部攻陷宁夏省城，其从省城南门逃出，后退至中卫县。5月24日，门致中致电冯玉祥，请辞宁夏省主席之职。1930年（民国19年），任西北軍第17軍軍長。
翌年7月，被罢免寧夏省政府主席职务，任北平政務委員会委員。此後，任暫編第1混成旅旅長。1932年（民国21年），任河北剿匪总指揮。翌年5月，任国民政府軍事委員会北平分会委員。1935年（民国24年）4月，任陸軍中将，12月任冀察政務委員会建設委員会委員長。
1940年（民国29年）汪精卫的南京国民政府（汪精卫政权）成立，門致中参加，任軍事委員会委員。1945年（民国33年）3月，任華北政務委員会綏靖总署督办。
汪精卫政权倒台后，門致中复归蒋介石的国民政府，任華北先遣軍第九路军总司令。1946年（民国35年）迁居香港。
1964年在英属香港九龍病逝，时年78岁，其配偶是端郡王载漪的孙女。